# Rudi Petovar
Rudi Petovar, hrvaški general, * 9. april 1916, † 2004.

## Življenjepis
Petovar, poročnik VKJ, se je leta 1941 pridružil NOVJ in naslednje leto še KPJ. Med vojno je bil na poveljniških položajih več enot.
Po vojni je bil načelnik štaba armade, načelnik uprave v SSNO, pomočnik zveznega sekretarja za ljudsko obrambo,...